# Ján Chabada
Ján Chabada (* 10. Februar 1915 in Végles (sl. Vígľaš), Komitat Sohl, Österreich-Ungarn; † 18. April 1970 in Bratislava) war ein slowakischer evangelisch-lutherischer Theologe und Generalbischof der Slowakischen Evangelische Kirche A.B.

## Leben
Chabada entstammte einer protestantischen Familie. Nach dem Besuch der Volksschule und der Erlangung seiner Hochschulreife studierte er von 1933 bis 1937 Evangelische Theologie an der Theologischen Fakultät der Universität von Bratislava. Nach seinem Hochschulabschluss wurde er zum Pfarrer ordiniert. Von 1951 bis zu seinem Tod 1970 war er Generalbischof seiner Kirche. Ján Michalko wurde sein Nachfolger.
Chabada hob in seiner Auslegung des Evangeliums die besondere Pflicht zum Friedenstiften gemäß der Bergpredigt hervor. Er gehörte 1958 zu den Mitbegründern der Christlichen Friedenskonferenz (CFK), arbeitete bis zu seinem Tod auf allen Allchristlichen Friedensversammlungen mit und ließ sich in ihren Ausschuss zur Fortsetzung der Arbeit wählen. Auf der Dritten CFK 1960 in Prag bezog er sich als Diskutant auf das neutestamentliche Gleichnis vom barmherzigen Samariter und führte dazu u. a. aus:

„Wir sollen nicht warten, bis die Mörder ihr verbrecherisches Werk an unseren Nächsten vollführen, sondern uns bemühen, ihnen auf jeden Fall ihr verbrecherisches Werk zu vereiteln. Und solche Mörder leben auch in der modernen Zeit, nicht nur in der Zeit, da Jesus Christus das Gleichnis erzählt hat, ob nun diese Mörder abgerissene Wegelagerer sind, die aus Hunger ihre Nächsten überfallen, um ihr eigenes Leben zu erhalten oder elegante Menschen in Salons mit weichen Klubsesseln und Geldschränken, oder ob es Generalsuniformen sind, die sich über den Knopf zur Auslösung eines schrecklichen Atomkrieges niederbeugen oder, leider, sogar im Priestergewand unter uns leben. - Liebe Freunde, ich frage Sie, ob es nicht angebracht ist, zu denen, die im Priestergewand leben, auch den uns bekannten amerikanischen Kardinal Spellman zu zählen, der in München auf dem Eucharistischen Kongress den Charakter und die Sendung dieser Institution total verändert hat, als er dort als Hetzer zu einem weiteren Weltkrieg aufgetreten und der Sendung untreu geworden ist, die er als Priester hat, was nach außen sein Priestergewand bezeugt.“

Nach der von kommunistischen Politikern in der Tschechoslowakei gewaltsam verordneten Entlassung des „politisch unzuverlässigen“ Generalbischofs Vladimír Pavol Čobrda im Jahre 1951 wurde Ján Chabada, der bereit war mit dem kommunistischen Staat „zusammenzuarbeiten“ (kollaborieren), zum neuen Generalbischof ernannt. Seine Tätigkeit als Generalbischof wird von sehr vielen Theologen und Historikern heute sehr kritisch gesehen.

## Ehrung
- Ihm wurde ein Ehrendoktor der Theologie verliehen.[2]

### Veröffentlichungen
- Lutherjahrbuch, Band 36, hg. von der Luthergesellschaft, Verlag Vandenhoeck & Ruprecht, 1969